# Cyphonoxia kircheri
Cyphonoxia kircheri är en skalbaggsart som beskrevs av Vladimir Balthasar 1930. Cyphonoxia kircheri ingår i släktet Cyphonoxia och familjen Melolonthidae. Inga underarter finns listade i Catalogue of Life.